# Narew
Narew (gammelprøjsisk og litauisk Naura,  hviderussisk: Нараў, tr. Naraw) er en flod som løber i den vestlige del af Hviderusland og nordøstlige dele af Polen.

## Beskrivelse
Den er en biflod til Wisla og med en længde på 484 km (36 km i Hviderusland og 448 i Polen) er den den femte længste flod i Polen. Afvandingsområdet er 75.175 km² (heraf 58.873 i Polen).
Narew har sit udspring i Hviderusland og munder ud i Wisla i Polen. Den del af floden mellem Zegrzereservoiret, hvor den tog imod Vestlige Bug og Wisla, bliver også kaldt Narwio-Bug. 

## Historisk
Den 6. september 1939 prøvede den polske hær at bruge Narew som forsvarslinje mod de tyske angreb under invasionen af Polen i 1939. Forsvarslinjen blev opgivet dagen efter og de rykkede tilbage til Vestlige Bug da de tyske styrker allerede havde brudt gennem forsvaret.